# 케플러-1625b
케플러-1625b는 지구로부터 약 8,000 광년 떨어진 K형 항성 케플러-1625를 공전하는 외계 행성이다. 이 천체는 질량 큰 가스 행성으로, 반지름은 지구의 최소 약 5.9배 ~ 최대 11.67배에 이르며, 모항성을 287.4일에 1회 공전한다. 공전 주기로부터 이 행성의 공전 궤도는 항성계의 생명체거주가능영역 안이나 근처에 있음을 추정할 수 있다. 2017년 이 행성을 공전하는 외계 위성의 존재를 추정하게 하는 단서들이 발견되었다. 이 위성은 질량이 해왕성과 비슷하고, 케플러-1625b 반지름의 약 20배 거리만큼 주인 행성과 떨어져 있는 것으로 추측했다. 그러나 2019년 4월 상기 연구결과를 재분석한 논문에 따르면 위성 I는 데이터 정리 중 생긴 인위적 결과를 잘못 해석한 결과이며 따라서 이 행성을 도는 외계 위성은 존재하지 않을 것 같다고 했다.

## 특성

### 질량 및 반지름
케플러-1625b는 목성급 질량의 가스 행성으로 구성물질은 대부분이 수소와 헬륨이다. b의 반지름은 지구의 약 12배로 목성보다 약간 더 크다. 그러나 b의 위성으로 추정되는 후보 천체를 관측한 결과에 따르면 b의 질량은 최대 목성의 10배(지구 질량의 약 3180배)에 이른다. 이 질량은 중수소 융합 한계(목성 질량의 약 13배)의 바로 아래 수준이다. 만약 케플러-1625b가 이 질량보다 좀 더 컸다면 갈색 왜성이 되었을 것이다. 이처럼 큰 질량과 반경 때문에 b의 중력은 매우 강할 것으로 추정되며 그 값은 대략 지구의 22.08배일 것이다. 밀도 역시 최대 10.15 g/cm3로 매우 높다.

### 궤도 및 온도
우리 태양계의 가스행성들과는 달리 케플러-1625b의 궤도는 어머니 항성의 거주가능영역 근처에 있다. 이 행성은 케플러-1625를 287일 또는 약 0.786년에 1회 공전하고 있다. b는 항성으로부터 0.811 AU 떨어져 있는데 이 값은 태양~금성 사이 간격과 비슷하다. 이 거리에서 케플러-1625b의 균형온도는 350 K (77 °C; 170 °F)로 물의 비등점보다 약간 낮다. 그러나 b에는 단단한 표면이 없기 때문에 지구의 바다처럼 액체 물의 덩어리가 존재할 수 없다.

### 크기 모형들의 차이점
주인별 케플러-1625의 정확한 크기는 완전히 알려지지 않았다. 가장 널리 인정받는 모형에서 케플러-1625의 반지름은 태양의 1.79배, 질량은 1.08배, 표면온도는 5548 K이다. 그러나 다른 모형에서는 케플러-1625의 반지름을 태양의 84%, 질량을 태양의 86%로 잡고 있다. 이 작은 크기 모형에 따르면 케플러-1625b의 반지름은 지구의 약 6배에 불과하며, 공전궤도는 보수적으로 계산한 생명체거주가능영역의 중간에 있고, 평형 온도는 253 K (−20 °C; −4 °F)로 지구와 거의 같다.

## 외계 위성 후보

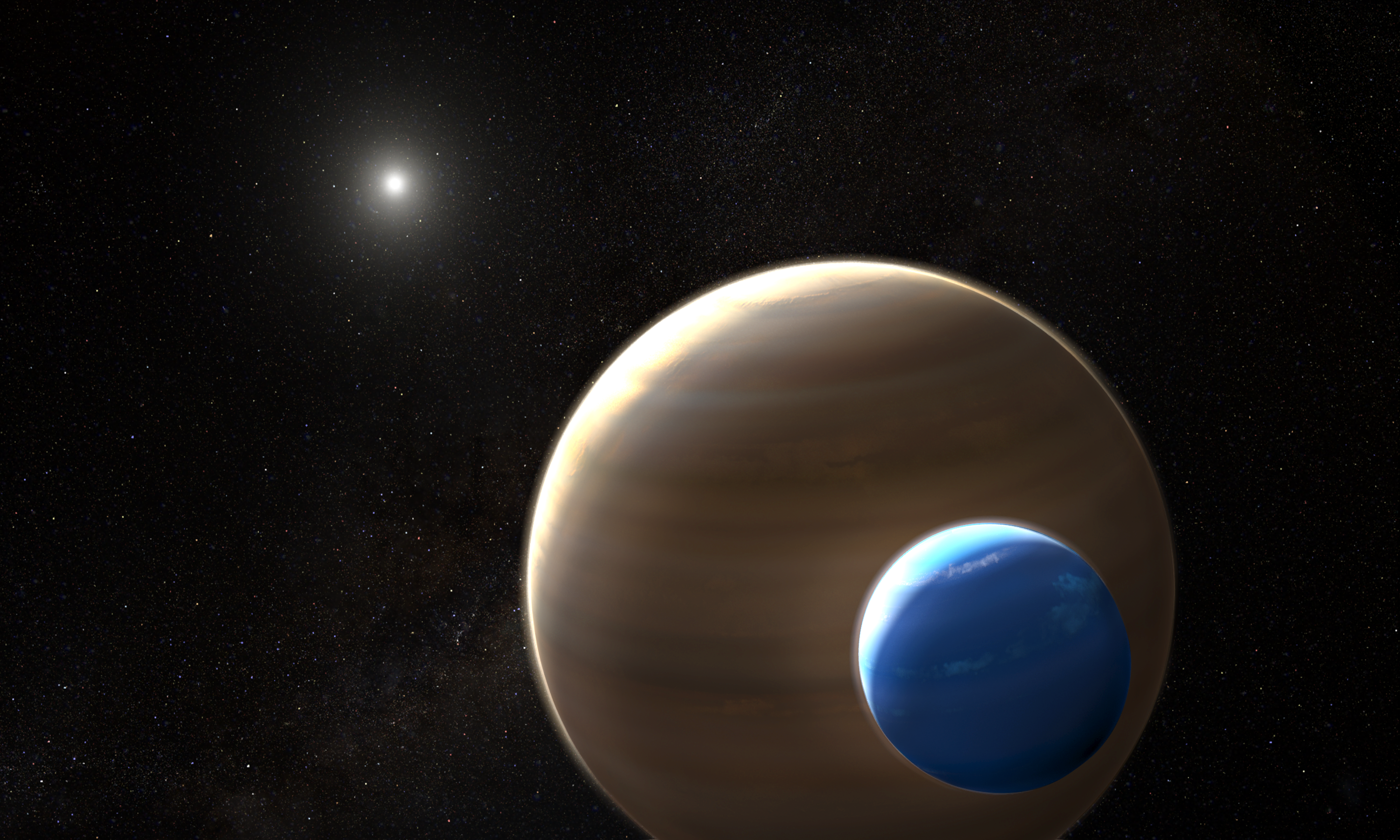
케플러-1625b를 도는 외계위성 케플러-1625b I.(천체 예술가의 개념도)

2017년 7월 과학자들은 케플러-1625b를 행성반지름 20배 정도 거리에서 도는, 해왕성 크기 외계 위성의 단서를 찾아냈다.
2018년 10월 허블 우주 망원경을 이용한 과학자들은 외계위성 후보 케플러-1625b I의 관측결과를 출판했는데 주인행성 b의 질량은 목성의 여러 배이며, b의 위성 b I의 질량과 반지름은 해왕성과 비슷하다고 추정했다. 이 논문은 외계위성 b I가 존재한다는 가설이 관측 결과를 가장 간단하게, 그리고 가장 잘 설명해 줄 수 있다고 결론내렸다. 그러나 이 결과만으로 외계위성의 존재를 확정할 수는 없다고 했다. 2019년 4월 b의 관측자료를 재분석한 논문에 따르면, 해당 자료는 행성 하나만 존재하는 모형에 더 잘 들어맞는다고 결론내렸다. 이 연구에 따르면 자료에 나타났던 '불일치'는 데이터를 정리하는 과정에서 생긴 인위적 결과이며 케플러-1625 b I는 존재하지 않을 것 같다고 했다.